# Kajry
Kajry (lit. Kairiai) – miasteczko na Litwie, położone w okręgu szawelskim i w rejonie szawelskim. Liczy 1158 mieszkańców (2001).